# Bajaga i Instruktori
I Bajaga i Instruktori (in serbo Бајага и инструктори; Pronuncia:Baiaga i instructori) sono un gruppo rock serbo. Ebbero molta fama negli anni ottanta. Il gruppo fu fondato a Belgrado nel 1984 da Momčilo Bajagić che fino ad allora era il chitarrista e autore di diverse canzoni del gruppo Riblja čorba.

## Componenti
Formazione attuale
- Momčilo Bajagić - (voce e chitarra)
- Žika Milenković - (chitarra)
- Saša Lokner - (tastiere)
- Miroslav Cvetković - (basso)
- Čeda Mačura - (batteria)
- Ljubiša "Buba" Opačić - (chitarra)

Formazione vecchia
- Dejan Cukić - (voce e chitarra)
- Nenad Stamatović - (chitarra)
- Vlajko Golubović - (batteria)
- Vlada Negovanović - (chitarra)

## Discografia
Album in studio
1. Pozitivna geografija (Geografia positiva) - 1984
2. Sa druge strane jastuka (Sull'altro lato del cuscino) - 1985
3. Jahači magle (Cavalcando la nebbia) - 1986
4. Prodavnica tajni (La bottega dei segreti) - 1988
5. Muzika na struju (Musica elettrica) - 1993
6. Od bižuterije do ćilibara (Dalla bigiotteria all'ambra) - 1997
7. Zmaj od Noćaja (Il drago di Noćaj) - 2001
8. Šou počinje u ponoć (Lo spettacolo comincia a mezzanotte) - 2005
9. Daljina, dim i prašina ( distanza,  fumo e la polvere) - 2012

Album dal vivo e raccolte
1. Neka svemir čuje nemir (lascia che l'universo senta l'irrequietezza) (dal vivo) - 1989
2. Četri godišnja doba (Le quattro stagioni) (mini-album) - 1991
3. Ruža vetrova Beograda (Rosa del vento di Belgrado) (raccolta) - 2004

Colonne sonore
1. Ni Na Nebu Ni Na Zemlji - 1994 (" ne in cielo, ne in terra")
2. Profesionalac - 2003 ("professionista")